# Stărghel, Sofia
Stărghel (în bulgară Стъргел) este un sat în comuna Gorna Malina, regiunea Sofia,  Bulgaria. 

## Demografie
Componența etnică a satului Stărghel
     Bulgari (98,19%)
     Nicio identificare (1,8%)
     Altele (0%)
La recensământul din 2011, populația satului Stărghel era de 332 locuitori. Din punct de vedere etnic, majoritatea locuitorilor (98,19%) erau bulgari. Pentru 1,8% din locuitori nu este cunoscută apartenența etnică.